# 雷西尼
雷西尼（法語：Résigny，法語發音：[ʁeziɲi]）是法国上法蘭西大區埃纳省的一个市镇，属于拉昂区。

## 地理
雷西尼（49°44'11"N, 4°12'29"E）面积7.83 平方千米，位于法国上法蘭西大區埃纳省，该省份为法国北部内陆省份，北起北部省，西接索姆省和瓦兹省，东临阿登省和马恩省，西南至塞纳-马恩省，东北部与比利时接壤。
与雷西尼接壤的市镇（或旧市镇、城区）包括：莱索泰勒、布吕讷阿梅勒、格朗略、帕尔丰德瓦勒、布朗什福斯和拜、勒弗雷蒂、罗基尼。

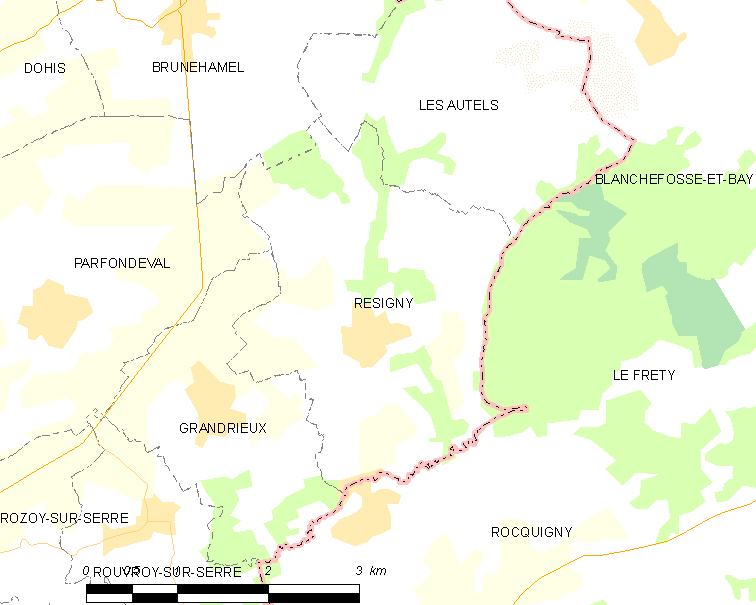
雷西尼的OSM定位图

雷西尼的时区为UTC+01:00、UTC+02:00（夏令时）。

## 行政
雷西尼的邮政编码为02360，INSEE市镇编码为02642。

## 政治
雷西尼所属的省级选区为韦尔万县。

## 人口

1962-2008年间雷西尼人口变化图示

雷西尼于2022年1月1日时的人口数量为161人。